# بيروج (آن)
بيروج (بالفرنسية: Pérouges)‏ هي بلدية فرنسية تقع في إقليم الآن في فرنسا. رمز إنسي لها هو:1290. أما الرمز البريدي لها فهو: 1800.